# 니시아리타정
니시아리타정(일본어: 西有田町)은 일본 사가현 서부에 있던 정이며, 니시마쓰우라군에 속했다. 도자기의 산지로 알려진 아리타정(有田町)과 이마리시(伊万里市)에 인접해 있으며, 아리타 도자기의 가마터가 많이 위치해 있다.
2006년 3월 1일에 대등합병해, 아리타정이 되었다.

## 지리
사가현의 가장 서쪽에 위치하며, 일부 지역은 나가사키현과 접해 있다.

## 역사
- 1955년 4월 1일 - 2촌이 대등합병해 니시아리타촌이 성립하였다.
- 1965년 4월 1일 - 정으로 승격해 니시아리타정이 되었다.
- 2006년 3월 1일 - 아리타정과 대등합병해 새로운 아리타정이 되어 소멸하였다.

## 교통

### 철도
- 마쓰우라 철도 니시큐슈 선

### 도로
- 국도 35호선
- 국도 202호선
- 국도 498호선